# バーンダム・ミュージアム

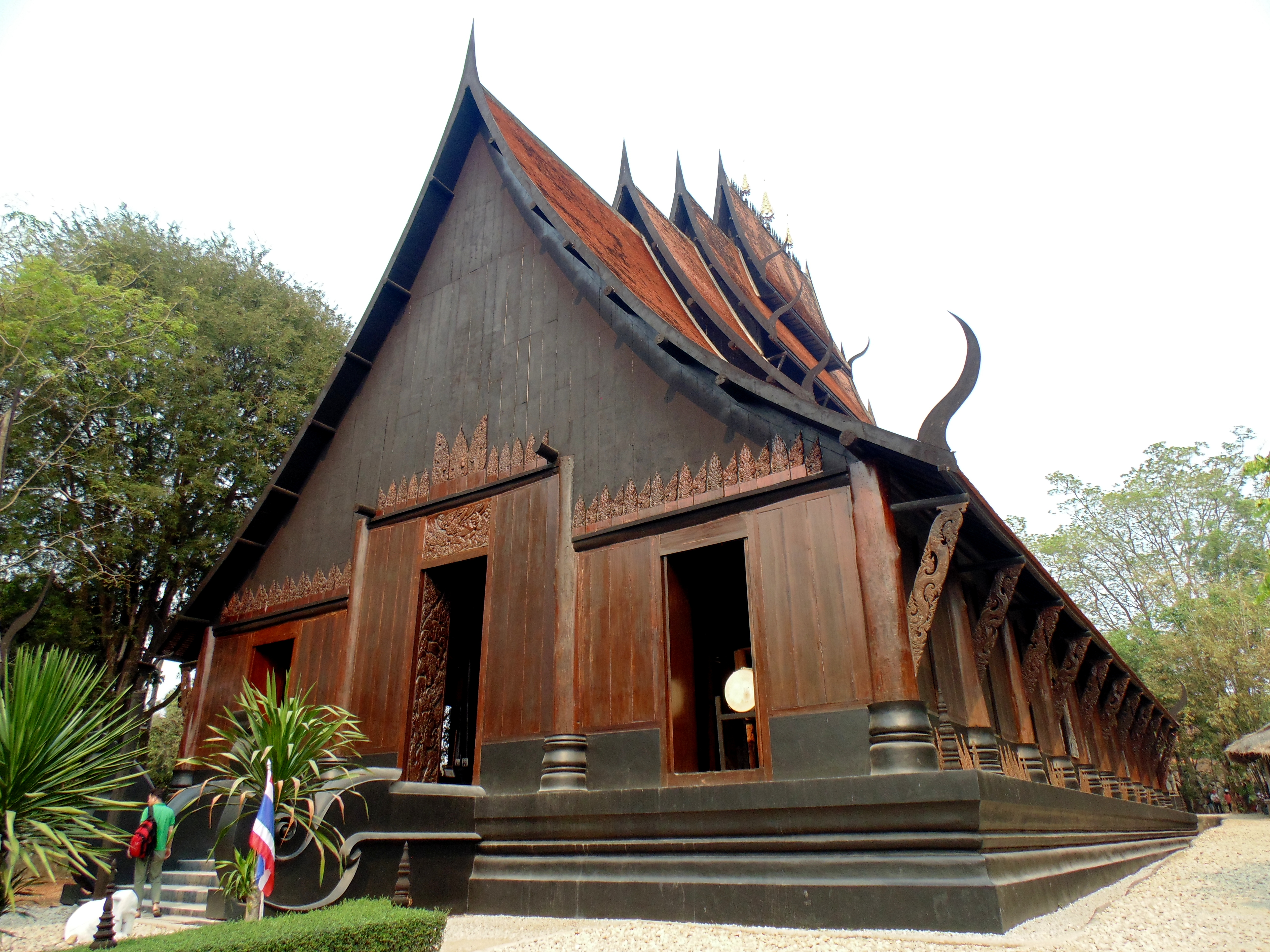

バーンダム・ミュージアム（タイ語: พิพิธภัณฑ์บ้านดำ）とは、タイ王国チエンラーイ県の博物館、美術館。
付近にあるワット・ロンクン（ホワイトテンプル）・ワット・ロンスアテン（ブルーテンプル）と合わせてブラックハウスと紹介される。

## 概要
タイにおいて視覚芸術（絵画）の人間国宝といわれているタワン・ダッチャニーの絵画が展示されている博物館で、36年間という時間をかけて設計・建築された。敷地内には、タイ北部建築様式の25を超える建物と、民芸品を展示する建物の計36軒が建てられている。展示品は死と地獄に関する絵画、水牛の骨、鹿の角、ワ二の皮といった動物関連や謎に満ちてはいるが全裸の男の彫刻などももある。ただ、この36軒の内入れるのは数軒でその他は外から見ることしかできない。建物はすべて3〜4階建て。ミュージアム入り口にはカフェがある。
バーンダムとは「黒い家」という意味で、実際に建築物は黒色が多い。黒色の理由は「タワン・ダッチャニーが黒が好きだから」と言われている。ただ先程「多い」といったように白い神殿なるものも存在し、それと比較するために黒の建築物は黒い神殿と呼ばれる。黒い神殿と白い神殿は天国と地獄、善と悪という対となる違いを表しているとされる。
土地は100ライ（16ヘクタール）以上で入場料は80バーツ。因みにワット・ロンクンなどと同じく未だに未完成である（タワン・ダッチャニーは死亡済み）。
中国人人気が高い。

## アクセス
- チエンライ第一バスターミナルから路線バスで移動
- チエンライ市街地から北へ車・トゥクトゥクで約15分〜20分